# Рівнина Спеки
Рівнина Спеки (лат. Caloris Planitia) — рівнина на Меркурії. Заповнює кратер (імпактний басейн), що є найбільшим на планеті та одним із найбільших в Сонячній системі: його розмір — більше 1500 км (третина діаметра Меркурія). Координати центру — 32°36′ пн. ш. 162°18′ сх. д. / 32.6° пн. ш. 162.3° сх. д..
Басейн рівнини Спеки (разом із вдвічі меншим кратером Рембрандт) належить до наймолодших імпактних басейнів планети (проте їх вік не менший за 3,8–3,9 млрд років). Відповідно, він досить добре зберігся, хоча й був залитий лавою, що утворила власне рівнину. Вона вирізняється світлим забарвленням і перетята численними різноспрямованими грабенами та хребтами. Там трапляються метеоритні й навіть вулканічні кратери. Біля центру рівнини розташована вкрай своєрідна структура — система грабенів, що отримала назву Пантеон.

## Дослідження та найменування
Ймовірно, рівнину Спеки (або її найяскравішу частину) спостерігали як маленьку світлу пляму ще в XIX столітті, але про природу цієї плями тоді нічого не було відомо. Рівнина як така була відкрита на знімках, зроблених космічним апаратом «Марінер-10» 1974 року, хоча під час зйомки Сонце освітлювало лише її третину. Відзняти рівнину Спеки цілком вдалося лише 2008 року, коли дослідження Меркурія почав наступний апарат — «Мессенджер». Завдяки йому було відкрито нові деталі рельєфу (в тому числі Пантеон), значно краще досліджено вже відомі, а також уточнено розмір рівнини. Крім того, ще до «Мессенджера» її досліджували наземними радіотелескопами, але роздільна здатність їх знімків нижча, а деталі поверхні планети на радарних знімках виглядають істотно по-іншому.
Назва «рівнина Спеки» (Caloris Planitia) пов'язана з тим, що через цю рівнину проходить меридіан 180° — один із двох меридіанів, де температура сягає рекордних для Меркурія значень (430 °C). За один оберт навколо Сонця Меркурій робить 1,5 оберти навколо своєї осі, тому коли він проходить перигелій, до Сонця повернутий почергово то нульовий, то 180-й його меридіан. Назву рівнини запропонував астронавт і член команди «Марінера-10» Брайан О'Лірі, а 1976 року затвердив Міжнародний астрономічний союз.

## Альбедо
Рівнина Спеки виглядає на фотографіях Меркурія світлою плямою: середня відбивна здатність її поверхні на 15–20 % вища, ніж у середньому по планеті. З нею добре контрастують темні рівнини, які оточують її кільцем. Крім того, рівнина має трохи червоніший відтінок, ніж її околиці. Світле забарвлення мають і деякі інші великі імпактні структури Меркурія, в той час як їх місячні аналоги — моря — навпаки, темніші за решту поверхні. Альбедо рівнини Спеки майже вдвічі більше, ніж у місячних морів.
На радарних знімках (зроблених із Землі) рівнина Спеки виглядає досить темною та однорідною, без жодних великомасштабних деталей (у тому числі кільцевого валу) та практично не вирізняється на місцевості. Найпомітніша деталь рівнини на цих знімках — яскравий 38-кілометровий кратер Каннінгем; набагато гірше видно темний 100-кілометровий кратер Атже.
Ймовірно, ця яскрава рівнина та навколишні темні регіони відповідають кільком деталям альбедо, виявленим за наземними спостереженнями ще в XIX столітті. Сама рівнина (або її найяскравіша — північно-західна — частина) відповідає деталі альбедо Лігурія. Вона носить ім'я історичної області Лігурія — батьківщини Джованні Скіапареллі, автора першої карти Меркурія. Від східної частини рівнини Спеки на північний схід тягнеться ще одна яскрава деталь альбедо — Геліокамін, що означає «кімната на сонячній стороні будинку». З південного сходу та південного заходу рівнину Спеки охоплюють дві великі витягнуті темні області: Пустеля Нептуна й Пустеля Фенікса відповідно. Перша з них, ймовірно, відповідає рівнинам Тір, Будх, Одіна та Суйсей. Невелика темна ділянка південніше рівнини Спеки (біля екватора) отримала назву Пустеля Геліоса, оскільки при кожному другому проходженні планетою перигелію Сонце там стоїть у зеніті. Ці назви здебільшого були дані Еженом Антоніаді 1934 року й затверджені Міжнародним астрономічним союзом 1976 року.
Згідно з іншою (не прийнятою МАС, але, можливо, більш вірною) ідентифікацією деталей карти Антоніаді, темної області на південний захід від Лігурії стосується назва «Пустеля Ліри», а не «Пустеля Фенікса». В такому випадку Пустеля Фенікса — це ще більш західна темна область. Між цими пустелями (а не на схід від Лігурії) лежить Геліокамін, тоді як світла область на південний схід від Лігурії — це не Геліокамін, а Аргірітіда (Argyritis). Темна область південніше Лігурії (за Пустелею Ліри) — не Пустеля Геліоса, а Пустеля Майї (у Антоніаді Пустелі Геліоса не було, а в системі, затвердженій МАС, немає Пустелі Ліри та Аргірітіди).

## Рельєф

### Загальний опис
Рівнина Спеки оточена кільцевим валом, найкраще вираженим у східній частині. Там він утворює хребет, що отримав назву «гори Спеки» (лат. Caloris Montes). Це єдина (на 2017 рік) найменована гірська система Меркурія.
Рівнина Спеки вирізняється серед околиць відносно рівною поверхнею, але на карті висот вона малопомітна: на ній є і просторі низовини, й височини. Інтервал висот у її межах становить близько 3 км, і подекуди поверхня рівнини піднята навіть вище за її край. Найбільша височина розташована в північній частині рівнини, менша — в південно-східній, а між ними (трохи південніше центру) лежить низовина. Ці височини та низовина є продовженням структур, які тягнуться далеко за межі рівнини. Зокрема, північна височина рівнини Спеки продовжує переривчасте підняття довжиною біля половини околу Меркурія, яке тягнеться в його північній півкулі з захід-південь-заходу на схід-північ-схід. Похил дна великих кратерів відповідає похилу поверхні навколишніх ділянок рівнини.
Рівнина Спеки перетята величезною кількістю грабенів та невисоких хребтів і всіяна метеоритними кратерами. На її краях трапляються об'єкти, що інтерпретуються як вулкани. В околицях рівнини широко розповсюджені деталі рельєфу, пов'язані з нею походженням, — радіально витягнуті хребти й западини шириною 5–30 км, що подекуди переходять у ланцюжки вторинних кратерів (утворених тілами, викинутими при ударі, який створив басейн рівнини).
Рівнину вкриває шар світлої лави товщиною близько 2,5 (подекуди до 3,5) км. Об'єм цього лавового покриву становить 3–5 млн км3. Під ним лежить шар темних порід товщиною не менше 7 км. Це показали дослідження розташованих на рівнині кратерів, де на поверхню виходять породи з глибин. Товщина кори Меркурія в області рівнини зменшена.

### Край
Край рівнини Спеки здебільшого являє собою уступ — відносно різкий підйом до рівня навколишньої місцевості. На півночі та заході він сильно порізаний. Подекуди над ним височіють гори. Це гори Спеки — хребет висотою 1,5–3 км на східному краю рівнини — та менші масиви на північно-східному й подекуди на північно-західному краю.
Гори та пагорби, розкидані по краях рівнини, в першому наближенні утворюють еліпс із осями 1525 і 1315 км (раніше, виходячи зі знімків 1974 року, рівнину вважали круглою з діаметром 1340 км). Велика вісь цього еліпса довша за малу на 16 %, і, таким чином, він досить сильно витягнутий. Але для великих імпактних басейнів це не рідкість: наприклад, місячний басейн Південний полюс — Ейткен та марсіанська рівнина Еллада витягнуті ще сильніше. Напрямок довгої осі цього еліпса — 10° від паралелі проти годинникової стрілки.
У західній та північній частині кільце височин виражене слабко, і подекуди рівнина виходить за його межі (на півночі — на відстань до 200 км). Ще один розрив кільця є на південному сході рівнини Спеки (25°00′ пн. ш. 178°00′ зх. д. / 25.0° пн. ш. 178.0° зх. д.), де вона з'єднується з рівниною Одіна.
Деякі дослідники простежують у рівнини Спеки ще кілька (до 5) кілець — і більшого, і меншого діаметра, ніж основне. Але впевненості в їх існуванні нема.

### Хребти та грабени

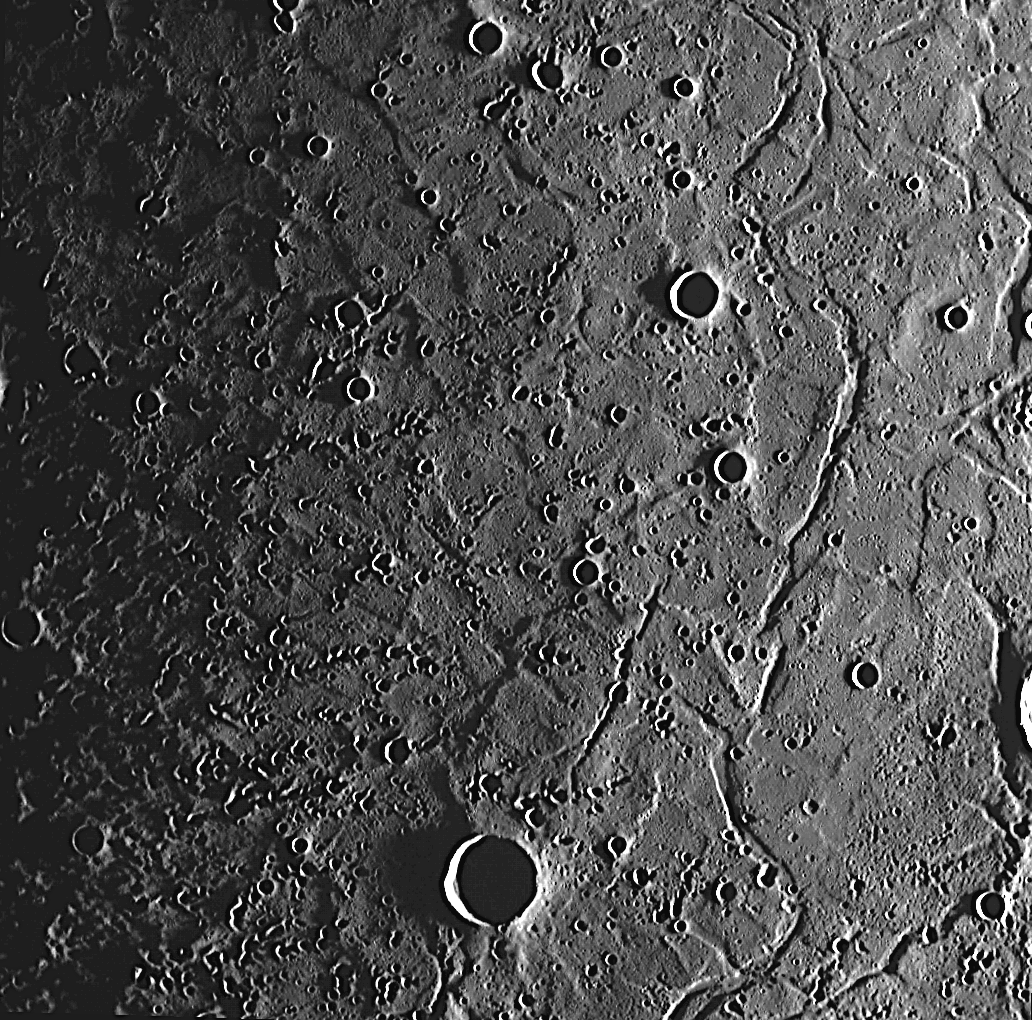
Східна частина рівнини (ширина фото — 250 км)

Рівнину Спеки перетинає багато невисоких хребтів (результат стиснення поверхні) та грабенів (результат її розтягнення). Хребти здебільшого знаходяться в зовнішній частині рівнини й тягнуться концентрично, а грабени утворюють дві групи: прямі радіальні біля центру рівнини (Пантеон) та звивисті різноспрямовані (часто концентричні) на її околицях.
Грабени другої групи майже не перетинаються з грабенами першої, оскільки знаходяться далеко від них, але часто перетинаються один з одним, утворюючи на краю рівнини багатокутні візерунки. Грабени першої групи один з одним майже не перетинаються.
Хребтів більше на сході рівнини, ніж на заході (що стосується і хребтів областей навколо рівнини). Концентричних грабенів більше на заході, але все ж вони розподілені більш симетрично, ніж хребти.
Глибина грабенів обох груп досягає 100–200 (в Пантеоні — до 500) метрів, ширина вимірюється сотнями метрів або кілометрами, а довжина — десятками або сотнями кілометрів. Подібну довжину та ширину мають і хребти; їх висота становить 100–500 м. Подекуди хребти тягнуться по краях грабенів — ймовірно, другі утворилися вздовж розломів, що збереглися з часів появи перших. Розташування та напрямок хребтів і грабенів не корелюють із розташуванням великомасштабних височин та низовин.
Хребтів та грабенів на рівнині Спеки істотно більше, ніж на прилеглих рівнинах. За їх розподілом вона різко відрізняється від місячних морів, де хребти зазвичай знаходяться ближче до центру, ніж грабени.

#### Pantheon Fossae

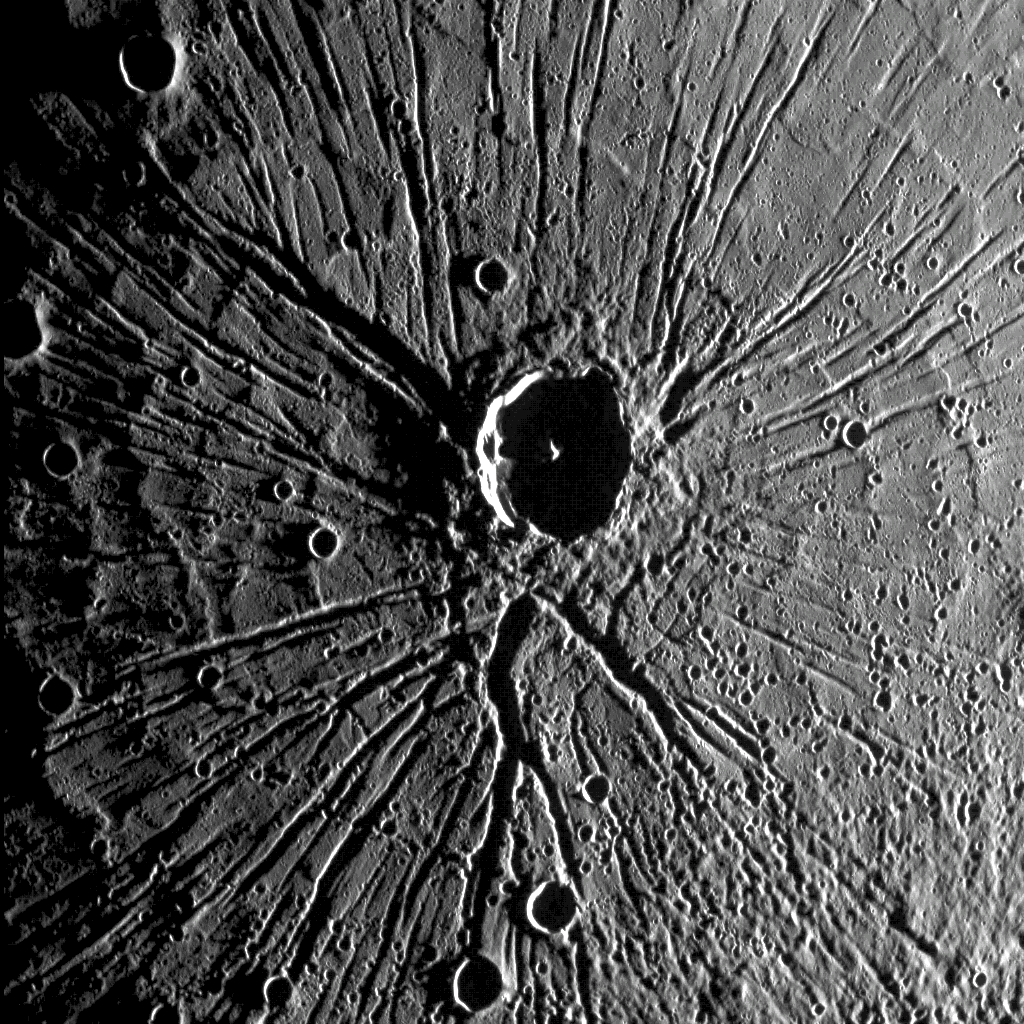
Центр рівнини: Пантеон та кратер Аполлодор

Pantheon Fossae (борозни Пантеон) — це близько 250 грабенів, що розходяться зі спільного центру (близького до центру рівнини) й тягнуться на сотні кілометрів. Ймовірно, вони утворилися під час розтягування поверхні. Воно, в свою чергу, могло бути наслідком підняття матеріалу з надр планети. Ця структура отримала своє ім'я за подібність до ребристого (кесонованого) куполу римського Пантеону. Біля її центру є 40-кілометровий метеоритний кратер. Невідомо, чи має він стосунок до її походження. Його назвали Аполлодором на честь архітектора, щодо якого невідомо, чи мав він стосунок до будівництва Пантеону.
Схожа на Пантеон система борозен є і в кратері Рембрандт, але вона менш масштабна й не досягає центру кратера (простежується лише на відстані 100–200 км від нього). На Місяці — найбільш схожому на Меркурій об'єкті Сонячної системи — аналогів Пантеону нема.

### Метеоритні кратери

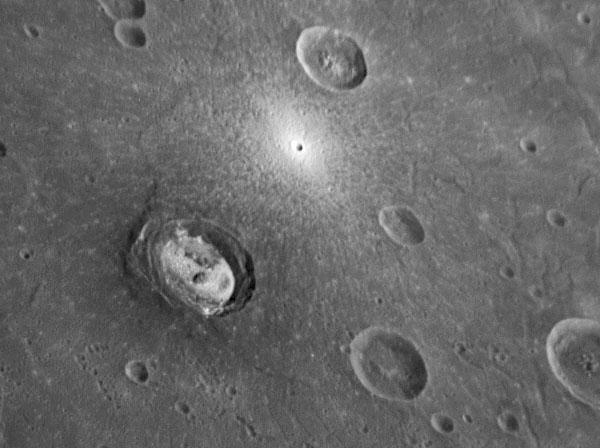
Кратери на заході рівнини. Великий кратер ліворуч зі світлим дном і темними викидами — Кертес, інші безіменні. Велика яскравість маленького кратера вгорі — ознака його молодості

На рівнині Спеки виявлено 144 кратери діаметром >10 км. Третина з них більші за 20 км. Найбільші кратери рівнини Спеки — 100-кілометровий кратер Атже, 83-кілометровий Марк та 77-кілометровий По. Деякі кратери темніші за навколишню поверхню (Атже, По, Мунк, Аполлодор, Навахі), деякі — світліші (Каннінгем, Баланчин), причому найбільші зі світлих кратерів оточені яскравими променями. Є кратери з яскравим дном та темними викидами (Зандер, Кертес). Усі виявлені на рівнині Спеки кратери з'явилися пізніше за її лавовий покрив; більш давні там не збереглися (тоді як на сусідніх рівнинах такі існують). Втім, не виключено, що залишки цих кратерів заважає розпізнати складний рельєф рівнини.
Кратерів діаметром >20 км на рівнині Спеки 23±4 штук/мільйон км2 (у горах Спеки — вдвічі більше, 54±12 шт/млн км2). Кратерів діаметром >10 км на рівнині 75±7 шт/млн км2 (у горах — на третину більше, 103±16 шт/млн км2). Це ознака різного віку поверхні рівнини та гір.[⇨]
Удари, що створили кратери, винесли на поверхню породи з глибин. Це дозволяє отримати деякі дані про надра планети. Темне забарвлення, характерне для великих кратерів, ймовірно, обумовлене породами, що лежать нижче світлого лавового покриву. Можливо, ці породи утворилися з ударного розплаву.
Вторинні кратери басейну рівнини Спеки часто досить великі (10–20 км). Для них, як і для інших вторинних кратерів, характерна неправильна форма, перекриття один з одним та утворення ланцюжків. На рівнинах, що безпосередньо прилягають до рівнини Спеки, вони не виявлені. Це вказує на те, що поверхня цих рівнин згодом оновлювалася.
За 300 км від південного краю рівнини лежить 240-кілометровий кратер Моцарт. Від нього теж розходяться ланцюжки вторинних кратерів, деякі з яких заходять на рівнину Спеки й тягнуться там на сотні кілометрів.

### Вулкани
На південному краю рівнини Спеки виявлено кілька об'єктів, інтерпретованих як вулкани. Це невеликі западини, оточені яскравим розмитим ореолом дещо більш червонуватого відтінку, ніж околиці. Найбільша з них (Agwo Facula) має розмір 20×12 км, неправильну форму та розташована на південному заході рівнини (22°18′ пн. ш. 146°12′ сх. д. / 22.3° пн. ш. 146.2° сх. д.). Радіус яскравого ореолу навколо неї — близько 25 км. Із цього випливає, що викиди, які створили цей ореол, вилітали з жерла зі швидкістю близько 300 м/с.

## Сила тяжіння
З рівниною Спеки пов'язана одна з найбільших позитивних гравітаційних аномалій Меркурія: гравітаційне прискорення там підвищене на 0,1 Ґал, а висота геоїда над середнім рівнем поверхні становить близько 100 м. Наявність такої аномалії підозрювали ще до появи прямих даних про гравітаційне поле Меркурія виходячи з того, що рівнина Спеки розташована поруч з одним із «полюсів спеки» (на меридіані, повернутому до Сонця під час кожного другого проходження Меркурієм перигелію): можливо, саме взаємодія цієї гравітаційної аномалії з припливними силами призвела до такої орієнтації планети.

## Протилежний бік Меркурія
У місці, протилежному рівнині Спеки (в районі точки 32°36′ пд. ш. 17°42′ зх. д. / 32.6° пд. ш. 17.7° зх. д.) спостерігається сильно перетятий ландшафт — численні пагорби та западини. Можливо, вони з'явилися внаслідок сходження в цьому місці сейсмічних хвиль від удару, що створив басейн рівнини Спеки. Є також версія, що там випало особливо багато матеріалу, викинутого при цьому ударі. Аналогічний рельєф видно і в місцях, протилежних деяким великим басейнам Місяця.

## Геологічна історія
Удар, який створив басейн рівнини Спеки, — одна з найвизначніших подій геологічної історії Меркурія. З нього почався калорський період, названий за іменем цієї рівнини. Він змінив толстовський період (за назвою кратера Толстой) та змінився мансурським (за назвою кратера Мансур).
Вік ділянок поверхні Меркурія можна оцінити виходячи з того, скільки там накопичилося кратерів. Для гір навколо рівнини концентрація кратерів діаметром >20 км становить 54±12 шт/млн км2, що вказує на вік 3,8–3,9 млрд років. Таким чином, басейн рівнини Спеки з'явився наприкінці пізнього важкого бомбардування, коли виникло й багато інших ударних структур на різних планетах та супутниках. Діаметр астероїда, удар якого створив цей басейн, був не менший за 100 км. Прилетів він, судячи з напрямку довгої осі басейну, зі схід-північ-сходу чи захід-південь-заходу. Удар такого масштабу, згідно з розрахунками, створив шар розплавлених порід товщиною 3–15 км.
На самій рівнині Спеки концентрація кратерів істотно менша, ніж у горах Спеки (для кратерів діаметром >20 км — удвічі, а для кратерів діаметром >10 км — на чверть). Отже, рівнина істотно молодша за гори (тобто, її поверхня продовжувала оновлюватися після їх утворення). Те ж саме стосується і рівнинних областей за горами — вони приблизно однакового з нею віку. Таким чином, на цих рівнинах довго відбувалися інтенсивні виверження, і їх сучасна поверхня утворена лавою (а не викидами чи розплавом від удару, як припускали раніше). Товщини лавового покриву вистачило на те, щоб приховати сліди всіх утворених раніше кратерів (але, можливо, великі кратери просто не встигли накопичитися). Лавові рівнини заповнюють і деякі інші імпактні басейни Меркурія: в калорському періоді лава заливала великі площі його поверхні.
Після застигання лави на рівнині Спеки з'явилися різноспрямовані хребти та грабени. Судячи з їх перетинів, спочатку утворилися (принаймні деякі) радіальні грабени — Пантеон (їх вік не має помітної різниці з віком поверхні, на якій вони розташовані), потім хребти, а згодом — концентричні грабени. Таким чином, в історії рівнини Спеки розтягнення поверхні змінилося стисненням, а потім — знову розтягненням. Судячи з того, що ані хребти, ані грабени ніде не перетинають кратери, вони утворилися досить рано — ще до появи всіх цих кратерів.
Після утворення рівнини Спеки, її заповнення лавою та появи на ній великих кратерів на Меркурії відбувалися великомасштабні підняття та опускання поверхні, внаслідок чого частина дна рівнини тепер знаходиться вище валу. Причини цього невідомі, хоча є низка гіпотез.